# 24-Stunden-Rennen von Le Mans 1984

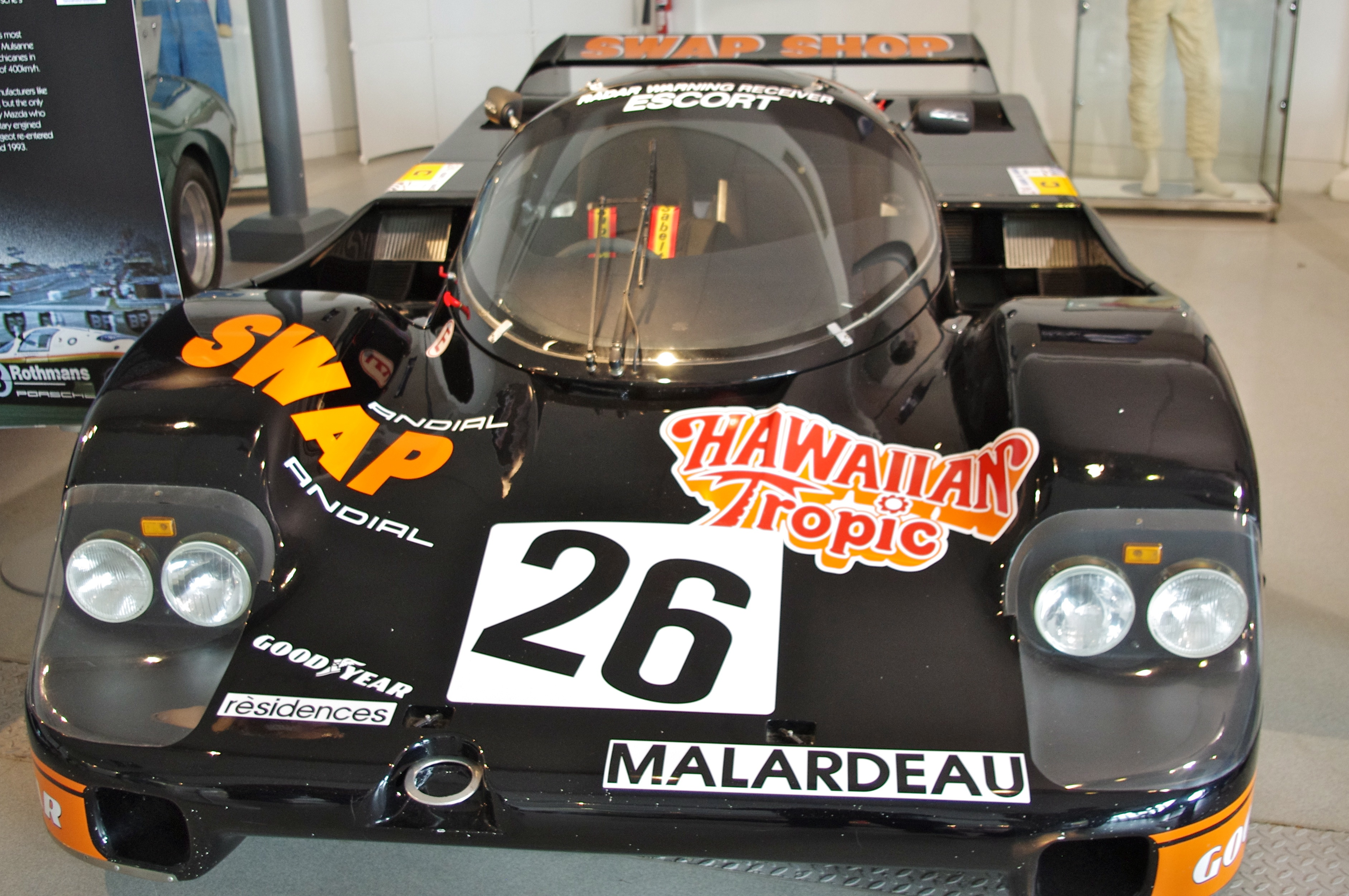
Der zweitplatzierte Porsche 956 von Jean Rondeau und John Paul jr.

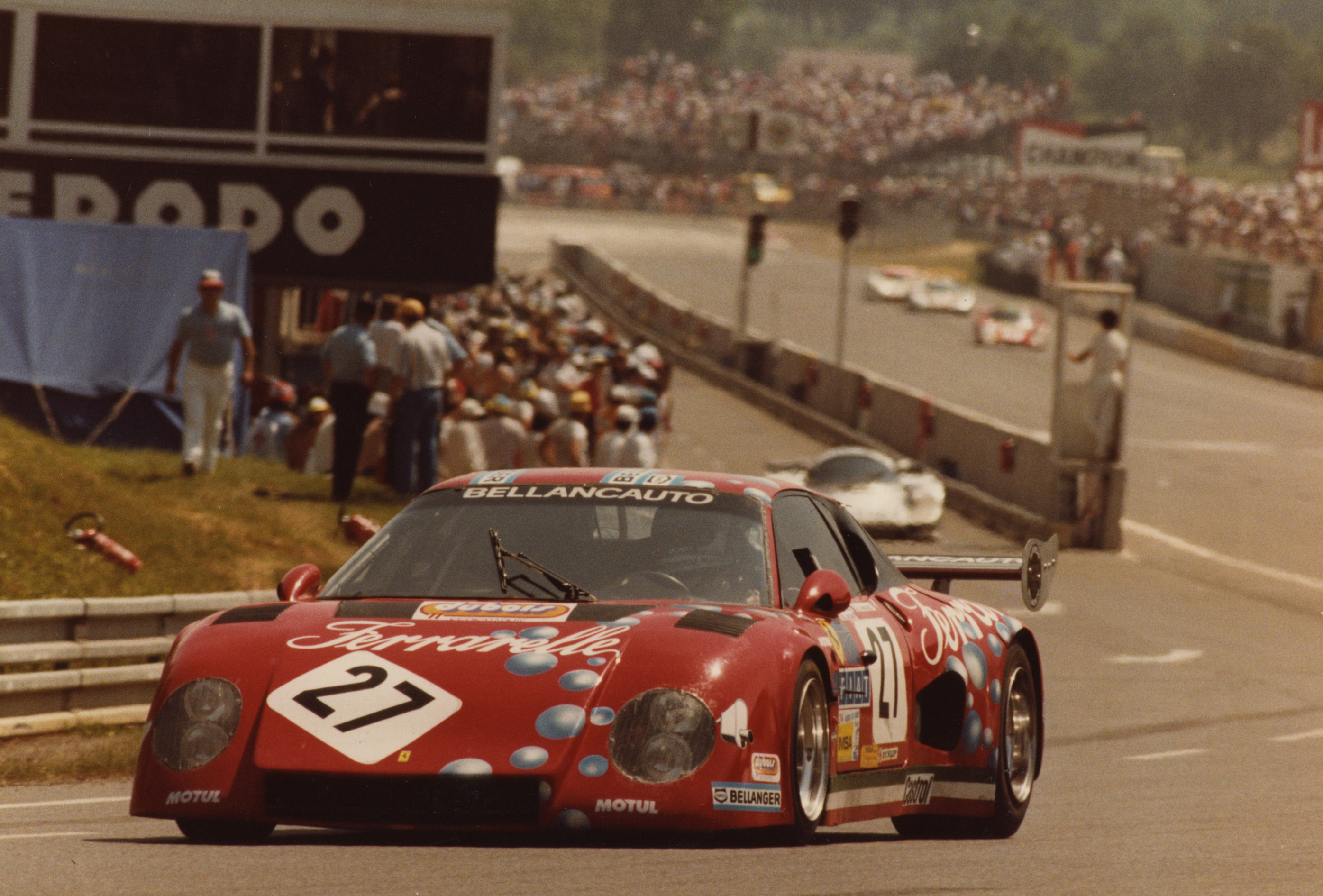
Der früh ausgefallene Ferrari 512BB LM von Roberto Marazzi, Maurizio Micangeli und Dominique Lacaud

Das 52. 24-Stunden-Rennen von Le Mans, der 52e Grand Prix d’Endurance les 24 Heures du Mans, auch 24 Heures du Mans, Circuit de la Sarthe, Le Mans, fand vom 16. bis 17. Juni 1984 auf dem Circuit des 24 Heures statt.

## Das Rennen

### Vor dem Start
Nachdem die FISA für 1984 erneut neue Regularien für die Sportwagen-Weltmeisterschaft erstellt hatte, die nicht nur die Rennen in Europa auch für die Fahrzeuge der IMSA-GTP-Serie öffneten, sondern auch zu einer Reduzierung des Treibstoffverbrauchs um 15 % führten, verzichtete das Porsche-Werksteam auf ein Antreten in Le Mans.
Die Stuttgarter Marke wurde durch die beiden deutschen Privatteams Joest- und Kremer-Racing jedoch prominent vertreten. Dazu kamen die Rennmannschaften von John Fitzpatrick und Walter Brun sowie weitere Teams aus Deutschland, Großbritannien und Frankreich, die alle auf den bewährten Porsche 956 als Einsatzfahrzeug zurückgriffen.
Lancia brachte drei LC2 an die Sarthe, die von einem 3-Liter-Ferrari-Turbomotor angetrieben wurden. Die Marke Jaguar gab nach vielen Jahren der Abwesenheit ein Comeback in Le Mans.
Der Formel-1-Weltmeister von 1980, der Australier Alan Jones, gab sein Le-Mans-Debüt und der Sieger von 1970, Richard Attwood, nach 13 Jahren Absenz ein Comeback bei Aston Martin.

### Rennverlauf
Der Franzose Roger Dorchy hatte im WM P83 von Welter Racing den besten Start und führte das Feld in die erste Runde. Es war die erste Führung eines Welter-Rennwagens beim 24-Stunden-Rennen. Allerdings dauerte es nur eine Runde, ehe sich der Pole-Setter Alessandro Nannini an die Spitze setzte. Der spätere Sieger Henri Pescarolo hatte schon nach elf Minuten Fahrzeit einen unplanmäßigen Boxenstopp um eine defekte Benzinpumpe reparieren zu lassen. Der Franzose fiel ans Ende des Feldes zurück und ging als Letzter wieder auf die Strecke zurück. Nach drei Stunden musste Pescarolos Teamkollege Klaus Ludwig zu einer weiteren Reparatur an die Box und verlor 14 Minuten, weil ein Tausch der linken Aufhängung notwendig wurde. Um 21 Uhr am Abend war das Duo bereits wieder unter den ersten Zehn der Gesamtwertung vorgestoßen und um sieben Uhr am Sonntag in der Früh lag der Joest-Porsche erstmals in Führung.
Knapp nach Einbruch der Dunkelheit ereignete sich auf der Les-Hunaudieres-Geraden ein schwerer Unfall, der ein Todesopfer forderte. John Sheldon hatte bei hohem Tempo die Herrschaft über seinen Aston Martin verloren und kollidierte mit dem Wagen seines Teamkollegen Drake Olson. Durch herum fliegende Teile wurde ein Streckenposten tödlich verletzt. Sheldon erlitt schwere Brandverletzungen, kam aber mit dem Leben davon.
Der lange führende Werks-Lancia von Nannini und Bob Wollek hatte am Sonntag den Verlust des fünften Ganges zu beklagen und kam nur als Achter ins Ziel. Die letzten Stunden wurden für den Joest-Porsche zum Spießrutenlauf, da immer wieder Probleme mit der linken Aufhängung auftauchten, die mehrere Boxenstopps notwendig machten. Im Ziel hatte der Wagen jedoch noch immer zwei Runden Vorsprung auf den Porsche von Jean Rondeau und John Paul jr. Für Henri Pescarolo war es nach den Erfolgen mit Matra in den 1970er-Jahren, der vierte Gesamtsieg in Le Mans.
Beide Jaguar fielen mit technischen Defekten aus. Alle vier Wankel-Rennwagen, darunter zwei Mazda 727C, kamen ins Ziel.

## Ergebnisse

### Piloten nach Nationen
| 46 Franzosen | 31 Briten      | 23 US-Amerikaner | 13 Italiener  | 9 Deutsche    |
| 7 Australier | 6 Belgier      | 4 Schweizer      | 3 Japaner     | 3 Schweden    |
| 2 Dänen      | 2 Niederländer | 2 Südafrikaner   | 1 Argentinier | 1 Brasilianer |
| 1 Ire        | 1 Kanadier     | 1 Kolumbianer    |               |               |

### Schlussklassement
| Pos.            | Klasse   | Nr. | Team                         | Fahrer                                                    | Chassis          | Motor                                | Reifen | Runden |
| --------------- | -------- | --- | ---------------------------- | --------------------------------------------------------- | ---------------- | ------------------------------------ | ------ | ------ |
| 1               | C1       | 7   | New-Man Joest Racing         | Henri Pescarolo Klaus Ludwig                              | Porsche 956B     | Porsche Type-935 2.6L Turbo Flat-6   | D      | 360    |
| 2               | C1       | 26  | Henn’s T-Bird Swap Shop      | Jean Rondeau John Paul jr.                                | Porsche 956      | Porsche Type-935 2.6L Turbo Flat-6   | G      | 358    |
| 3               | C1       | 33  | John Fitzpatrick Racing      | David Hobbs Philippe Streiff Sarel van der Merwe          | Porsche 956B     | Porsche Type-935 2.6L Turbo Flat-6   | Y      | 351    |
| 4               | C1       | 9   | Brun Motorsport GmbH         | Walter Brun Leopold Prinz von Bayern Bob Akin             | Porsche 956B     | Porsche Type-935 2.6L Turbo Flat-6   | D      | 340    |
| 5               | C1       | 12  | Schornstein Racing Team      | Volkert Merl Dieter Schornstein Louis Krages              | Porsche 956      | Porsche Type-935 2.6L Turbo Flat-6   | D      | 340    |
| 6               | C1       | 11  | Porsche Kremer Racing        | Alan Jones Vern Schuppan Jean-Pierre Jarier               | Porsche 956B     | Porsche Type-935 2.6L Turbo Flat-6   | D      | 337    |
| 7               | C1       | 20  | Brun Motorsport GmbH         | Massimo Sigala Oscar Larrauri Joël Gouhier                | Porsche 956      | Porsche Type-935 2.6L Turbo Flat-6   | D      | 335    |
| 8               | C1       | 4   | Martini Racing               | Bob Wollek Alessandro Nannini                             | Lancia LC2       | Ferrari 308C 3.0L Turbo V8           | D      | 326    |
| 9               | C1       | 17  | Porsche Kremer Racing        | Tiff Needell David Sutherland Rusty French                | Porsche 956      | Porsche Type-935 2.6L Turbo Flat-6   | D      | 321    |
| 10              | C2       | 68  | B.F. Goodrich Company        | John O’Steen John Morton Yoshimi Katayama                 | Lola T616        | Mazda 13B 1.3L 2-Wankel              | BF     | 320    |
| 11              | C2       | 93  | Jean-Philippe Grand          | Jean-Philippe Grand Jean-Paul Libert Pascal Witmeur       | Rondeau M379     | Cosworth DFV 3.0L V8                 | A      | 310    |
| 12              | C2       | 67  | B.F. Goodrich Company        | Jim Busby Boy Hayje Rick Knoop                            | Lola T616        | Mazda 13B 1.3L 2-Wankel              | BF     | 295    |
| 13              | C1       | 37  | McCormack and Dodge          | Jim Mullen Walt Bohren Alain Ferté                        | Rondeau M482     | Cosworth DFL 3.3L V8                 | G      | 293    |
| 14              | B        | 109 | Helmut Gall                  | Philippe Dagoreau Jean-François Yvon Pierre de Thoisy     | BMW M1           | BMW M88 3.5L I6                      | D      | 292    |
| 15              | C2       | 87  | Mazdaspeed Co. Ltd.          | Dave Kennedy Jean-Michel Martin Philippe Martin           | Mazda 727C       | Mazda 13B 1.3L 2-Wankel              | D      | 291    |
| 16              | B        | 106 | Claude Haldi                 | Claude Haldi Altfrid Heger Jean Krucker                   | Porsche 930      | Porsche 3.3L Turbo Flat-6            | M      | 285    |
| 17              | IMSA GTO | 122 | Raymond Touroul              | Raymond Touroul Valentin Bertapelle Thierry Perrier       | Porsche 911SC    | Porsche 3.0L Flat-6                  | M      | 283    |
| 18              | IMSA GTO | 123 | Equipe Alméras Fréres        | Jean-Marie Alméras Jacques Alméras Tom Winters            | Porsche 930      | Porsche 3.3L Turbo Flat-6            | M      | 268    |
| 19              | C2       | 81  | Scuderia Jolly Club          | Almo Coppelli Davide Pavia Guido Daccò                    | Alba AR2         | Giannini Carma FF 2.0L Turbo I4      | A      | 262    |
| 20              | C2       | 86  | Mazdaspeed Co. Ltd.          | Pierre Dieudonné Takashi Yorino Yōjirō Terada             | Mazda 727C       | Mazda 13B 1.3L 2-Wankel              | D      | 261    |
| 21              | C2       | 80  | Scuderia Jolly Club          | Martino Finotto Carlo Facetti Marco Vanoli                | Alba AR2         | Giannini Carma FF 2.0L Turbo I4      | A      | 258    |
| 22              | B        | 107 | Raymond Boutinaud            | Raymond Boutinaud Philippe Renault Giles Guinand          | Porsche 928S     | Porsche 4.7L V8                      |        | 255    |
| Disqualifiziert |          |     |                              |                                                           |                  |                                      |        |        |
| 23              | C1       | 16  | GTi Engineering              | Richard Lloyd Nick Mason René Metge                       | Porsche 956      | Porsche Type-935 2.6L Turbo Flat-6   | D      | 139    |
| Ausgefallen     |          |     |                              |                                                           |                  |                                      |        |        |
| 24              | IMSA GTP | 44  | Jaguar Group 44              | Brian Redman Doc Bundy Bob Tullius                        | Jaguar XJR-5     | Jaguar 6.0L V12                      | G      | 291    |
| 25              | C1       | 5   | Martini Racing               | Paolo Barilla Hans Heyer Mauro Baldi                      | Lancia LC2       | Ferrari 308C 3.0L Turbo V8           | D      | 275    |
| 26              | C1       | 21  | Charles Ivey Racing          | Alain de Cadenet Allan Grice Chris Craft                  | Porsche 956      | Porsche Type-935 2.6L Turbo Flat-6   | D      | 274    |
| 27              | IMSA GTP | 61  | Henn’s T-Bird Swap Shop      | Michel Ferté Edgar Dören Preston Henn                     | Porsche 962      | Porsche Type-935 2.9L Turbo Flat-6   | G      | 247    |
| 28              | C1       | 14  | GTi Engineering              | Jan Lammers Jonathan Palmer                               | Porsche 956      | Porsche Type-935 2.6L Turbo Flat-6   | D      | 239    |
| 29              | IMSA GTP | 40  | Jaguar Group 44              | Tony Adamowicz John Watson Claude Ballot-Léna             | Jaguar XJR-5     | Jaguar 6.0L V12                      | G      | 212    |
| 30              | C1       | 8   | New-Man Joest Racing         | Stefan Johansson Jean-Louis Schlesser Mauricio de Narváez | Porsche 956      | Porsche Type-935 2.6L Turbo Flat-6   | D      | 170    |
| 31              | C1       | 38  | Dorset Racing Associates     | Nick Faure Mark Galvin Richard Jones                      | Dome RC82        | Cosworth DFL 3.3 L V8                | D      | 156    |
| 32              | C1       | 50  | Primagaz                     | Pierre Yver Bernard de Dryver Pierre-François Rousselot   | Rondeau M382     | Cosworth DFV 3.0L V8                 | M      | 155    |
| 33              | C1       | 13  | Primagaz                     | Yves Courage Michel Dubois John Jellinek                  | Cougar C02       | Cosworth DFL 3.3 L V8                | M      | 153    |
| 34              | C1       | 47  | Obermaier Racing GmbH        | Jürgen Lässig George Fouché John Graham                   | Porsche 956      | Porsche Type-935 2.6 L Turbo Flat-6  | D      | 147    |
| 35              | IMSA GTO | 121 | Charles Ivey Racing          | David Ovey Paul Smith Margie Smith-Haas                   | Porsche 930      | Porsche 3.3L Turbo Flat-6            | A      | 146    |
| 36              | C1       | 34  | Holden Dealer Team Australia | Peter Brock Larry Perkins                                 | Porsche 956      | Porsche Type-935 2.6L Turbo Flat-6   | D      | 145    |
| 37              | C1       | 23  | WM Secateva                  | Roger Dorchy Alain Couderc Gérard Patté                   | WM P83B          | Peugeot PRV 2.8L Turbo V6            | M      | 122    |
| 38              | C1       | 6   | Scuderia Jolly Club          | Pierluigi Martini Xavier Lapeyre Beppe Gabbiani           | Lancia LC2       | Ferrari 308C 3.0L Turbo V8           | D      | 117    |
| 39              | B        | 101 | Jens Winther Team Castrol    | Jens Winther David Mercer Lars-Viggo Jensen               | BMW M1           | BMW M88 1 3.5L I6                    | A      | 96     |
| 40              | IMSA GTP | 62  | Pegasus Racing Ltd.          | Ken Madren Marion L. Speer Wayne Pickering                | March 84G        | Buick 3.3L Turbo V6                  | G      | 95     |
| 41              | C1       | 31  | Viscount Downe Aston Martin  | Ray Mallock Drake Olson                                   | Nimrod NRA/C2B   | Aston Martin-Tickford DP1229 5.3L V8 | A      | 94     |
| 42              | C1       | 32  | Viscount Downe Aston Martin  | John Sheldon Mike Salmon Richard Attwood                  | Nimrod NRA/C2B   | Aston Martin-Tickford DP1229 5.3L V8 | A      | 92     |
| 43              | C1       | 24  | WM Secateva                  | Michel Pignard Jean-Daniel Raulet Pascal Pessiot          | WM P83B          | Peugeot PRV 2.8L Turbo V6            | M      | 74     |
| 44              | C1       | 55  | John Fitzpatrick Racing      | Rupert Keegan Guy Edwards Roberto Moreno                  | Porsche 962      | Porsche Type-935 2.6L Turbo Flat-6   | Y      | 72     |
| 45              | B        | 114 | Michel Lateste               | Michel Lateste Michel Bienvault André Gahinet             | Porsche 930      | Porsche 3.3L Turbo Flat-6            |        | 70     |
| 46              | C2       | 70  | Spice Tiga Racing            | Gordon Spice Ray Bellm Neil Crang                         | Tiga GC84        | Cosworth DFL 3.3L V8                 | A      | 69     |
| 47              | IMSA GTX | 27  | Scuderia Bellancauto         | Roberto Marazzi Maurizio Micangeli Dominique Lacaud       | Ferrari 512BB LM | Ferrari 5.0L Flat-12                 | D      | 65     |
| 48              | C2       | 48  | John Bartlett Racing         | François Migault Steve Kempton François Sérvanin          | Lola T610        | Cosworth DFL 3.3L V8                 | D      | 52     |
| 49              | C1       | 45  | Christian Bussi              | Christian Bussi Jack Griffin Bruno Ilien                  | Rondeau M382     | Cosworth DFL 3.3L V8                 | D      | 49     |
| 50              | C2       | 79  | A.D.A. Engineering           | Ian Harrower Bob Wolff Glen Smith                         | ADA 01           | Cosworth DFL 3.3L V8                 | A      | 42     |
| 51              | C2       | 85  | Hubert Striebig              | Hubert Striebig Jacques Heuclin Noël del Bello            | Sthemo SM C2     | BMW M88 1 3.5L I6                    |        | 41     |
| 52              | C2       | 77  | Ecurie Ecosse                | Mike Wilds David Duffield David Leslie                    | Ecosse C2        | Cosworth DFV 3.0L V8                 | A      | 36     |
| 53              | C1       | 25  | Charles Ivey Racing          | Dudley Wood John Cooper Barry Robinson                    | Grid S2          | Porsche Type-935 2.9L Turbo Flat-6   | A      | 10     |
| Nicht gestartet |          |     |                              |                                                           |                  |                                      |        |        |
| 54              | C1       | 39  | Uchida Dome Racing           | Eje Elgh Stanley Dickens                                  | Dome RC83        | Cosworth DFL 4.0L V8                 | D      | 1      |
| 55              | C2       | 99  | JQF Engineering Ltd          | François Duret Jeremy Rossiter                            | Tiga GC284       | Cosworth BDT 1.8L L4                 | A      | 2      |

1 Unfall im Training
2 Motorschaden im Training

### Nur in der Meldeliste
Hier finden sich Teams, Fahrer und Fahrzeuge, die ursprünglich für das Rennen gemeldet waren, aber aus den unterschiedlichsten Gründen daran nicht teilnahmen.
| Pos. | Klasse   | Nr. | Team                        | Fahrer                                                           | Chassis           | Motor                                |
| ---- | -------- | --- | --------------------------- | ---------------------------------------------------------------- | ----------------- | ------------------------------------ |
| 56   | C2       |     | Maurizio Gellini            |                                                                  | Alba A3           |                                      |
| 57   | C1       |     | Porsche Kremer Racing       |                                                                  | Kremer CK5        | Porsche Type-935 2.6L Turbo Flat-6   |
| 58   | B        |     | Scuderia Bellancauto        |                                                                  | Ferrari 250 GTO   | Ferrari 3.0L V12                     |
| 59   | C1       | 29  | Sauber Racing               |                                                                  | Sauber C7         | BMW                                  |
| 60   | C1       | 36  | Richard Cleare Racing       | Richard Cleare                                                   | Kremer CK5        | Porsche Type-935 2.6L Turbo Flat-6   |
| 61   | C1       | 42  | Cheetah Gatol Suisse        | Loris Kessel Laurent Ferrier Jean-Pierre Jaussaud                | Cheetah G604      | Aston Martin-Tickford DP1229 5.3L V8 |
| 62   | C1       | 50  | Challenger Communications   | François Migault Philippe Hazenbrouck Jean-Claude Lagniez        | Challenger        | Chevrolet                            |
| 63   | IMSA GTX | 63  | North American Racing Team  | Alain Cudini Dany Snobeck                                        | Ferrari 512 BB LM | Ferrari 5.0L Flat-12                 |
| 64   | IMSA GTX | 64  | North American Racing Team  |                                                                  | Ferrari 512 BB LM | Ferrari 5.0L Flat-12                 |
| 65   | C2       | 74  | Scorpion Racing             | Eddie Arundel James Weaver John Jellinek                         | Arundel C200      | Cosworth DFV 3.0L V8                 |
| 66   | C2       | 90  | Spice Tiga Engineering      | Ray Bellm                                                        | Tiga GC84         | Cosworth DFL 3.3L V8                 |
| 67   | C2       | 92  | Automobiles Louis Descartes | Louis Descartes Daniel Hubert Jean-Marie Lemerle                 | ALD 01            | BMW                                  |
| 68   | B        | 102 | Edgar Dören                 | Edgar Dören Walter Mertes Heinz-Christian Jürgensen Ulli Richter | BMW M1            | BMW M88 1 3.5L I6                    |
| 69   | B        | 108 | Angelo Pallavicini          | Angelo Pallavicini                                               | Porsche 930       | Porsche 3.3L Turbo Flat-6            |
| 70   | B        | 116 | Georg Memminger             | Georg Memminger Heinz Kuhn-Weiss                                 | Porsche 930       | Porsche 3.3L Turbo Flat-6            |
| 71   | IMSA GTO | 120 | Stratagraph Inc.            | Billy Hagan Gene Felton                                          | Chevrolet Camaro  |                                      |
| 72   | IMSA GTO | 121 | Stratagraph Inc.            | Tommy Riggins Les Delano                                         | Chevrolet Camaro  |                                      |

### Klassensieger
| Klasse    | Fahrer                  | Fahrer              | Fahrer           | Fahrzeug      | Platzierung im Gesamtklassement |
| --------- | ----------------------- | ------------------- | ---------------- | ------------- | ------------------------------- |
| Gruppe C1 | Henri Pescarolo         | Klaus Ludwig        |                  | Porsche 956B  | Gesamtsieg                      |
| Gruppe C2 | John O’Steen            | John Morton         | Yoshimi Katayama | Lola T616     | Rang 10                         |
| Gruppe B  | Philippe Dagoreau       | Jean-François Yvon  | Pierre de Thoisy | BMW M1        | Rang 14                         |
| IMSA GTO  | Raymond Touroul         | Valentin Bertapelle | Thierry Perrier  | Porsche 911SC | Rang 17                         |
| IMSA GTP  | kein Teilnehmer im Ziel |                     |                  |               |                                 |

### Renndaten
- Gemeldet: 72
- Gestartet: 53
- Gewertet: 22
- Rennklassen: 5
- Zuschauer: 150.000
- Ehrenstarter des Rennens: Franz Stadler, Präsident des ADAC
- Wetter am Rennwochenende: heiß und sonnig
- Streckenlänge: 13,626 km
- Fahrzeit des Siegerteams: 24:00:00,000 Stunden
- Gesamtrunden des Siegerteams: 360
- Distanz des Siegerteams: 4900,276 km
- Siegerschnitt: 204,178 km/h
- Pole Position: Bob Wollek – Lancia LC2 (#4) – 3:17,110 = 248,864 km/h
- Schnellste Rennrunde: Alessandro Nannini – Lancia LC2 (#4) – 3:28,900 = 234,818 km/h
- Rennserie: 3. Lauf zur Sportwagen-Weltmeisterschaft 1984